# Kamou Malo
Kamou Malo (17 settembre 1963) è un allenatore di calcio ed ex calciatore burkinabè.

## Biografia
È padre di Patrick Malo, anch'egli calciatore professionista.

## Carriera

### Giocatore
Durante la sua carriera da calciatore, trascorsa interamente in Burkina Faso fra il 1981 ed il 1992, ha militato con Ouagadougou ed Étoile Ouagadougou.

### Allenatore
Dal 2010 allena diversi club della massima divisione burkinabè, vincendo due titoli nazionali consecutivi con l'R.C. Kadiogo nel 2016 e nel 2017. Nel luglio 2019 viene nominato tecnico della nazionale burkinabè, ruolo che mantiene sino all'aprile 2022.

## Palmarès

### Allenatore
- Campionato burkinabè: 2

RC Kadiogo: 2015-2016, 2016-2017